# Fafleralp
 (juin 2025).
Motif : Où sont les sources secondaires centrées d'envergure nationale démontrant l'admissibilité de l'article, y compris pour le développer ? À défaut, transformer en redirection et fusionner sur l'article de la commune.
- Archive Wikiwix
- Bing
- Cairn
- DuckDuckGo
- E. Universalis
- Gallica
- Google
- G. Books
- G. News
- G. Scholar
- Persée
- Qwant
- (zh) Baidu
- (ru) Yandex
- (wd) trouver des œuvres sur Wikidata

| 1. | Préciser le motif de la pose du bandeau. | Précisez le motif de la pose du bandeau en utilisant la syntaxe suivante : {{admissibilité à vérifier\|date=juin 2025\|motif=remplacez ce texte par le motif}}                 |
| 2. | Informer les utilisateurs concernés.     | Pensez à avertir le créateur de l'article, par exemple, en insérant le code ci-dessous sur sa page de discussion : {{subst:avertissement admissibilité à vérifier\|Fafleralp}} |

Fafleralp est un village et un alpage situé sur la commune de Blatten, dans le canton du Valais, en Suisse. Le village éponyme, Fafler ou Faflär, se situe à 1 789 m d'altitude.

## Situation
Le village se trouve à trois kilomètres en amont du village de Blatten sur le cours de la Lonza.

## Effondrement du glacier du Birch en 2025
En mai 2025, suite aux importants éboulements du Petit Nesthorn sur le glacier du Birch, la vallée est complètement fermée autour de Blatten le 19 mai 2025, le village de Blatten est aussi complètement évacué. L'accès à Fafleralp est alors totalement interrompu. Une douzaine de personnes séjournent sur l'alpage depuis lors. Elles sont évacuées par hélicoptère le 29 mai, un jour après que le glissement de terrain catastrophique détruit la quasi-totalité du village de Blatten, ainsi que leurs derniers animaux de pâturage et les dernières voitures. Le 31 mai, le personnel de l'hôtel est évacué.